# Acylomus asiaticus
Acylomus asiaticus là một loài bọ cánh cứng trong họ Phalacridae. Loài này được Champion mô tả khoa học năm 1924.